# Argus (álbum)
Argus es el tercer álbum de estudio de la banda británica de rock: Wishbone Ash. Lanzado inicialmente en abril y algunas reediciones en mayo de 1972. Es su trabajo más conocido y también el más aclamado por las críticas y el público que es seguidor del seguimiento de culto. 
El álbum ha pasado por varias reediciones, incluida la edición especial de los 35 aniversario, y la reedición titulada "Argus Through The Looking Glass" que son dos de las reediciones más conocidas o más valoradas del álbum.
El álbum es considerado por su composición original, y siendo una de las mayores obras de Wishbone Ash, específicamente logrando éxito por el sencillo "Blowin' Free", a pesar de haber obtenido un éxito con este sencillo de una forma independiente, en la actualidad el álbum está considerado como material de culto debido a que no llegó a tener un éxito mundial pero si de forma independiente.
La portada del álbum es obra y diseño de la empresa Hipgnosis.
El álbum está influenciado por varios artistas y músicos como: Deep Purple, Black Sabbath, Thin Lizzy, entre otros.

## Lista de canciones
Todas las canciones escritas y compuestas por Wishbone Ash. 
| Argus |                        |          |  |
| N.º   | Título                 | Duración |  |
| 1.    | «Time Was»             | 09:42    |  |
| 2.    | «Sometime World»       | 06:55    |  |
| 3.    | «Blowin' Free»         | 05:17    |  |
| 4.    | «The King Will Come»   | 07:06    |  |
| 5.    | «Leaf and Stream»      | 03:55    |  |
| 6.    | «Warrior»              | 05:53    |  |
| 7.    | «Throw Down the Sword» | 05:55    |  |
| 44:43 |                        |          |  |

En las primeras reediciones del álbum se encuentra el siguiente sencillo extra:
- "No Easy Road" - 03:36

En las ediciones remasterizadas y expandidas se encuentran 3 sencillos del concierto en vivo "Live from Memphis 1972" los siguientes sencillos extra: 
- "Jail Bait" - 04:57
- "The Pilgrim" - 10:10
- "Phoenix" - 17:05

En la edición deluxe de la edición de los 35º aniversario del álbum se encuentra todo el álbum de estudio de Argus y contando con 2 de los sencillos del concierto en vivo "Live from Memphis 1972" que son "The Pilgrim" y "Phoenix" y al igual se encuentra el recopilado "BBC in Concert Session, 1972" en la cual se encuentran los siguientes sencillos extra:
- "No Easy Road" - 03:36 (cara B del sencillo "Blowin' Free")
- "The Pilgrim" - 10:10
- "Phoenix" - 17:05
- "Time Was" (BBC in Concert Session - 25 de mayo de 1972) - 09:55
- "Blowin' Free" (BBC in Concert Session - 25 de mayo de 1972) - 05:22
- "Warrior" (BBC in Concert Session - 25 de mayo de 1972) - 05:44
- "Throw Down the Sword" (BBC in Concert Session - May 25, 1972) - 06:16
- "King Will Come" (BBC in Concert Session - 25 de mayo de 1972) - 07:23
- "Phoenix" (BBC in Concert Session - 25 de mayo de 1972) - 19:31
- "Blowin' Free" (BBC in Concert Session - 25 de mayo de 1972) - 05:36
- "Throw Down The Sword" (BBC in Concert Session - 25 de mayo de 1972) - 06:13

En la reedición llamada "Argus Through The Looking Glass" realizada por el miembro Martin Turner, se encuentra el mismo álbum de Argus pero con el orden siguiente pero igual contando con los siguientes sencillos extra en el álbum:
- "Time Was" - 09:59
- "Sometime World" - 07:44
- "The King Will Come" - 06:40
- "Leaf and Stream" - 04:17
- "Warrior" - 05:58
- "Throw Down the Sword" - 05:55
- "Blowin' Free" - 05:24
- "Throw Down the Sword" (Alternative Mix) - 06:00
- "Time Was" (Live at Cambridge Rock Festival, 2008) - 10:34
- "Sometime World" (Live at Cambridge Rock Festival, 2008) - 07:59
- "Throw Down the Sword" (Live at Cambridge Rock Festival, 2008) - 05:52

## Personal
- Martin Turner - bajo, vocal
- Andy Powell - guitarra, vocal de apoyo
- Ted Turner - guitarra, vocal de apoyo
- Steve Upton - percusión
- John Tout - órgano (en "Throw Down The Sword")

### Personal adicional
- Hipgnosis - diseño de portada
- Derek Lawrence - producción

### Personal en la reedición "Argus Through The Looking Glass"
- Martin Turner - bajo, vocal
- Ray Hatfield - guitarra, vocal de apoyo
- Keith Buck - guitarra, vocal de apoyo
- Danny Willson - guitarra, vocal de apoyo
- Rob Hewins - percusión
- Geoff Downes - órgano en "Throw Down The Sword"
- John Wetton - vocal de apoyo